# Paka (Cseglény)
Paka falu Horvátországban, Pozsega-Szlavónia megyében. Közigazgatásilag Cseglényhez tartozik.

## Fekvése
Pozsegától légvonalban 30, közúton 38 km-re keletre, községközpontjától  légvonalban 8, közúton 12 km-re délkeletre, a Dilj-hegység területén, a Skreomnica- és a Staro Selo- patakok összefolyásánál fekszik. Itt halad át a Pozsegát Diakovárral összekötő 38-as számú főút.

## Története
A „Kremenac” régészeti lelőhelyen talált paleolitikumi leletek tanúsága szerint területe már az őskorban lakott volt. A „Salaš” nevű lelőhelyen késő bronzkori település maradványai is megtalálhatók, de található itt a történelem előtti időből származó erődítmény maradványa és ókori régészeti lelőhely is.
Paka első írásos említése 1281-ből származik abban az oklevélben, melyben a pozsegai Szent Péter káptalan előtt, Jakab fia Bertalan mester a Valkó megyei Paka („Paca”) helységét Atanáz fia Imrének 70 márka dénárért eladja.
Plébániáját 1335-ben említi a pápai tizedjegyzék. A pakai birtok a középkorban több részből állt. A Szent Imre templom melletti Kispaka, melyet Imrepakának is neveztek („Emrehpaka alio nomine Kyspaka”), de Kispakának a Szent Katalin templom melletti részét Szentkatalinnak is nevezték ekkor. 1428-ban Paka Nézna várának tartozéka. 1446-ban „Paka”, 1448-ban és 1455-ben már „Kyspaka” néven találjuk. A pakai birtok részben Pozsega- részben Valkómegyéhez tartozott. Egy időben Névna várához, máskor a lévai Cseh, grabarjai Beriszló, laki Thuz vagy kis-pakai Szabó családok birtokához tartozott.
A térséget 1532 körül foglalta el a török és több, mint 150 évig török uralom alatt volt. Paka az 1545-ös török defterben is két részből áll, összesen 16 házzal. A középkori katolikus horvát lakosság mellé vélhetően már a török uralom alatt Boszniából pravoszláv szerbek települtek be.  A térség 1687-ben szabadult fel a török uralom alól. 1698-ban „Paka” néven 7 portával szerepel a török uralom alól felszabadított települések összeírásában.

Az első katonai felmérés térképén „Dorf Paka” néven található. Lipszky János 1808-ban Budán kiadott repertóriumában „Paka” néven szerepel.  
Nagy Lajos 1829-ben kiadott művében „Paka” néven 59 házzal, 140 katolikus és 316 ortodox vallású lakossal találjuk. 
1857-ben 292, 1910-ben 416 lakosa volt a településnek. Az 1910-es népszámlálás szerint lakosságának 50%-a szerb, 48%-a horvát anyanyelvű volt. Pozsega vármegye Pozsegai járásának része volt. Az első világháború után 1918-ban az új szerb-horvát-szlovén állam, majd később (1929-ben) Jugoszlávia része lett. 1991-től a független Horvátországhoz tartozik. 1991-ben lakosságának 68%-a horvát, 29%-a szerb nemzetiségű volt. 2011-ben a településnek 33 lakosa volt.

## Lakossága
| Lakosság változása | Lakosság változása | Lakosság változása | Lakosság változása | Lakosság változása | Lakosság változása | Lakosság változása | Lakosság változása | Lakosság változása | Lakosság változása | Lakosság változása | Lakosság változása | Lakosság változása | Lakosság változása | Lakosság változása | Lakosság változása |
| ------------------ | ------------------ | ------------------ | ------------------ | ------------------ | ------------------ | ------------------ | ------------------ | ------------------ | ------------------ | ------------------ | ------------------ | ------------------ | ------------------ | ------------------ | ------------------ |
| 1857               | 1869               | 1880               | 1890               | 1900               | 1910               | 1921               | 1931               | 1948               | 1953               | 1961               | 1971               | 1981               | 1991               | 2001               | 2011               |
| 292                | 330                | 287                | 344                | 385                | 416                | 430                | 430                | 383                | 365                | 291                | 254                | 160                | 96                 | 61                 | 33                 |

## Nevezetességei
- Szent Péter és Pál apostolok tiszteletére szentelt pravoszláv temploma.
- Szent Márton tiszteletére szentelt római katolikus kápolnája.
- A 4. szám alatti oromzatos lakóház kulturális védettséget élvez.